# Ашар, Луи Эжен Амедей
Луи́ Эже́н Амеде́й Аша́р (фр. Amédée Achard; 19 апреля 1814, Марсель — 25 марта 1875, Париж) — французский журналист, романист и драматург XIX века.

## Биография
Родился в городе Марселе 19 апреля 1814 года.
в 1834 году отправился в Алжир в качестве компаньона одного из сельскохозяйственных предприятий.
В 1835 году стал начальником канцелярии префекта в департаменте Геро, а с 1838 года стал публиковаться в ряде журналов.
Известность писателю принесли «Lettres parisiennes» — пикантные картинки из парижской жизни, появившиеся в фельетоне ультраконсервативного журнала «L' É poque», под псевдонимом Гримма.
После февральской революции 1848 года во Франции Луи Ашар, будучи сотрудником роялистского журнала «L'Assemblée Nationale», выпускал ежедневно «Courier de Paris», где писал резкие политические статьи, за которые был вызван на дуэль и тяжело ранен редактором «Corsaire» Фиорентино, которого обвинил в клевете. Ещё не до конца оправившись от ранения, Ашар, вместе с французской армией, отправился в Италию, чтобы оттуда писать репортажи для периодического печатного издания «Journal des Débats»
Позднее занялся исключительно беллетристикой. В конце XIX - начале XX века на страницах Энциклопедического словаря Брокгауза и Ефрона было написано, что перу автора принадлежат несколько «романов и повестей, весьма любимых публикой и выдержавших несколько изданий».
Ашар был весьма плодовитым писателем; помимо публикаций в периодике, он написал около тридцати пьес и около сорока книг. В настоящее время он известен в первую очередь, как автор романов о рыцарях плаща и кинжала.
Скончался 25 марта 1875 года в Париже.

### Романы и повести
- «La Nourrice sur place», (1840),
- «Belle rose» (1847),
- «Roche-Blanche», 2 vol. (1848),
- «La chasse royale» (1849—50),
- «Nelly» (1852),
- «Les chateaux en Espagne»,
- «Chien et Chat» (1853),
- «Les Petits-fils de Lovelace» (1854),
- «La robe de Nessus» (1855),
- «La traite des blondes»,
- «Brunes et Blondes» (1857)
- «Maurice de Treuil» (1857)
- «Les Dernières Marquises» (1858)
- «Madame Rose» (1858),
- «Le Clos-Pommier» (1858)
- «La Sabotière» (1859)
- «L'Ombre de Ludovic» (1859)
- «Les Vocations» (1859)
- «La Famille Guillemot» (1860)
- «Les Séductions» (1860)
- «Les Filles de Jephté» (1860)
- «Les Rêveurs de Paris» (1861)
- «Les Misères d'un millionnaire» (1861)
- «Le Roman du Mari» (1862)
- «Noir et Blanc» (1862)
- «Histoire d'un homme» (1863—1864),
- «La Traite des blondes» (1863),
- «Les Femmes honnêtes» (1863),
- «Les Coups d'épée de M.» (1863),
- «Mme de Sarens» (1865),
- «Le Duc de Carlepont» (1865),
- «Les fourches Caudines»,
- «Les chaines de fer» (1866—68),
- «La Chasse à l'idéal» (1867),
- «Maxence Humbert» (1867),
- «Yerta Slovoda» (1867),
- «Marcelle» (1868),
- «Les Trois Grâces» (1869),
- «La Vie errante» (1869),
- «La vipè re» (1869—73),
- «Les Rêves de Gilberte» (1872),
- «Le Journal d'une héritière» (1873),
- «Droit au but» (1874),
- «Histoire de mes amis» (1874),
- «Madame de Villerxel» (1874),
- «Envers et contre tous» (1874),
- «La Cape et l'Épée» (1875), В русских переводах "Плащ и шпага" (В огонь и в воду)
- «La Toison d'or» (1875),       В русских переводах "Золотое руно" (Смерть во имя любви) Вместе составляют мини-цикл "Приключения графа де Монтестрюка"
- «La Famille Aubernin» (1876),
- «La Trésorière» (1876),
- «Le Livre à serrure» (1876),
- «Les Campagnes d'un roué» (1877),
- «Les Petites-Filles d'Ève» (1877),
- «Entre le bal et le berceau» (1879),
- «Les Trois Sœurs» (1880),
- «Un Grand d'Espagne» (1881),
- «Mademoiselle d'Espars» (1882),
- «L'Ombre de Ludovic» (1886),
- «La Fiancée de M.»  (1955),
- «Les Chevauchées de Monsieur de la Guerche» (1956).

### Мемуары об осаде Парижа
- «R ècits d'un soldat» (l871),
- «Souvenirs personnels»,
- «D'émeutes et de ré volution» (1872).

### Пьесы, комедии, драмы
- «Souvent femme varie»,
- «Le jeu Sylvia»,
- «L'invalide»,
- «Les Belles de nuit» (премьера - 1849)
- «Par les Fenêtres» (1852),
- «Donnant, Donnant» (1852),
- «Le Duel de mon oncle'»' (1852),
- «Souvenirs de voyage» (1853),
- «Souvent Femme varie...»  (1853),
- «Les Cœurs d'or» (1854),
- «Le Jeu de Sylvia» (1859),
- «Le Clos-Pommier» (1865),
- «Albertine de Merris» (1867),
- «Les Tyrannies du colonel» (1872),
- «L'Invalide» (1872),
- «La Clé de ma caisse» (1872),
- «Le Sanglier des Ardennes» (1875)
- «Bellerose» (1876) и др.